# اولین کاواموتو
ایولین کاواموتو (به انگلیسی: Evelyn Kawamoto) (زادهٔ ۱۷ سپتامبر ۱۹۳۳) شناگر اهل ایالات متحده آمریکا است.